# Tuổi mười bảy
Tuổi mười bảy (tiếng Nga: Семнадцатилетние) là một cuốn tiểu thuyết dành cho lứa tuổi mới lớn của nhà văn German Matveyev, ra đời năm 1954.

## Nội dung
... Trong cuộc sống có biết bao con đường khác nhau. Có những con đường đầy chông gai, khó khăn, hoang dại - đó là những con đường của tìm kiếm sáng tạo, của hoài bão, mỗi bước trên con đường đều có những chướng ngại mà người ta phải vượt qua. Để xây dựng một con đường của mình trong cuộc sống cần phải đấu tranh, cần phải khẳng định, phải dũng cảm và phải biết hi sinh... Tuy rằng, bên cạnh đó vẫn có những con đường mòn dễ dàng, rộng thênh thang. Và trước khi chọn lựa, trước khi lên đường cần phải kiểm tra lại sức lực, quan điểm, nguyện vọng và khả năng của mình... Ở đời quan trọng nhất là cần biết nghĩa vụ của mình và biết cách sử dụng tốt nhất năng lực của mình. Các em hãy tưởng tượng xem, một người rất có tài, vì một hoàn cảnh nào đó mà suốt đời không được làm việc trong lĩnh vực mình có năng lực thì sẽ ra sao. Thí dụ như Ivan Petrovich Pavlov chẳng hạn. Giả như khi còn trẻ ông làm người đánh điện báo thì cuộc sống của ông hoàn toàn khác: Ông sẽ ngồi ở một ga nào đó mà gõ cho đến già những bức điện báo. Thế thì nhân loại phải chịu biết bao tổn thất....